# Manuel de Mazarredo
Manuel de Mazarredo y Mazarredo (Bilbao, 27 de mayo de 1807-Madrid, 23 de enero de 1857) fue un militar y político español.

## Biografía
Nació el 27 de mayo de 1807 en Bilbao, hijo de Francisco Vicente de Mazarredo Salazar de Muñatones y Gómez de la Torre y Juana de Mazarredo y Moyua, y nieto de José de Mazarredo Salazar. Contrajo matrimonio en 1838 con María Josefa de Allendesalazar.

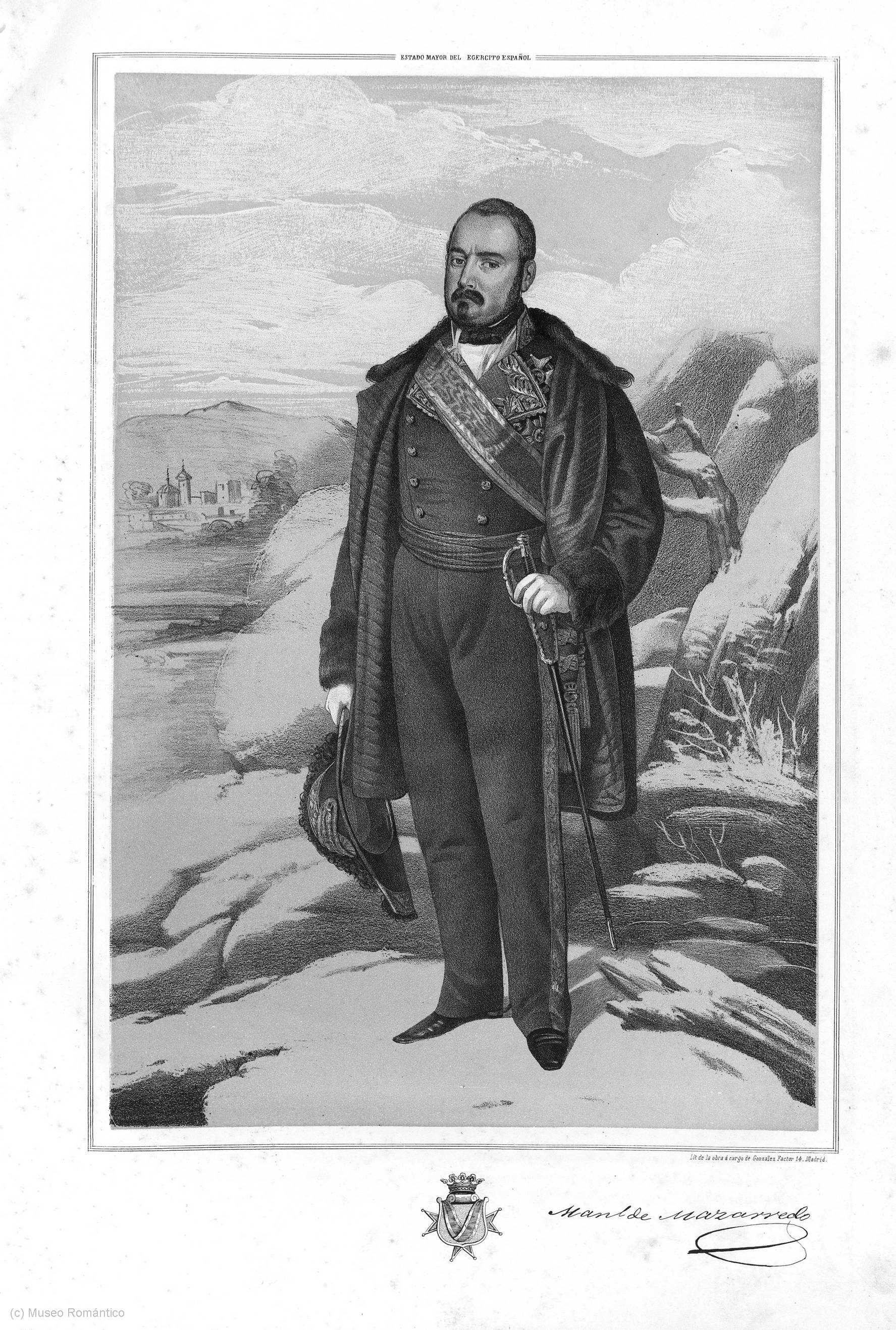
Retrato litográfico de Mazarredo

Combate por primera vez en la Primera Guerra Carlista, siendo nombrado más tarde jefe del Estado mayor de Baldomero Espartero y, más tarde, del general Ramón María Narváez. Nombrado por este último, en diciembre de 1843, ministro de la Guerra, cargo que desempeña hasta mayo de 1844 y capitán general de las Provincias Vascongadas.
Se distinguió en la guerra carlista del lado de los liberales penetrando en Aragón cuando era gobernador militar de Morella, dando como resultado la derrota carlista en Aguaviva en abril de 1834. Poco más tarde intervino personalmente en la lucha de Benosul contra fuerzas superiores en número obligándoles a emprender inmediata retirada.
Desplazado a Navarra al mando de una brigada tomó parte en varios combates sobre todo en el Puente de Arquijas, siendo herido en Sarraimax. En 1837 luchaba en tierras de Huesca al mando de una división logrando sostener una obligada retirada frente a la caballería carlista. Su próximo ascenso fue ser nombrado jefe de Estado Mayor en el ejército liberal de Espartero y en el de reserva de Narváez. Es de destacar su intervención en la acción de Torrejón de Ardoz en 1843 al mando de una división de infantería
Senador vitalicio y capitán general de Castilla la Nueva en 1845, es, de nuevo, ministro de Guerra entre marzo y agosto de 1847. Durante su mandato se crea la Guardia Civil bajo propuesta personal. En 1852 mandó la Capitanía General de las Vascongadas hasta 1854. Es desterrado, en 1854 a Francia de donde regresa poco después para fallecer en Madrid.